# سوسا (کوندینامارکا)
سوسا (انگلیسی: Susa, Cundinamarca) نام شهری در کشور کلمبیا است.